# Nazwy państw
Nazwy państw (nazwy krajów) charakteryzują się niejednorodną strukturą słowotwórczą (to znaczy, że nie tworzą jednolitego typu). Stanisław Urbańczyk wyróżnia trzy sposoby ich generowania: od nazw narodowości, od spolszczonych nazw obcych oraz od innych nazw (bez jasnych motywacji etymologicznych).
1. Nazwy krajów pochodzące od nazw narodowości, np. Niemiec – Niemcy, Węgier – Węgry, Czech – Czechy, Włoch – Włochy.
2. Nazwy krajów pochodzące od nazw obcych – występuje charakterystyczny formant słowotwórczy: -ja(-ia), który świadczy o zapożyczeniu nazw z języka obcego (np. z łaciny, języka francuskiego itd.) i ich spolszczeniu (np. Chorwacja, Grecja, Szwecja, Hiszpania, Irlandia, Islandia itd.).
3. Nazwy krajów pochodzące od nazw obcych, np. zapożyczeń bezpośrednich (Ukraina, Saint Lucia, Chile), przyswojeń odznaczających się różnym stopniem modyfikacji i dostosowania formy podstawowej do obecnej (bezpośrednie, pośrednie z innych języków, bez jasnych motywacji etymologicznych itp.)[1].

## Nazwy protokolarne i geograficzne
Większość państw ma dwie nazwy:
1. nazwę protokolarną (pełną, oficjalną): Rzeczpospolita Polska, Federacja Rosyjska, Syryjska Republika Arabska, Państwo Izrael, Królestwo Hiszpanii, Księstwo Monako
2. nazwę geograficzną (skróconą): Polska, Rosja, Syria, Izrael, Hiszpania, Monako

Formy pełnej (nazwa oficjalna) używa się, gdy mowa jest o państwie jako osobie prawnej: Niniejsza decyzja skierowana jest do Zjednoczonego Królestwa Wielkiej Brytanii i Irlandii Północnej. Republika Francuska zostaje upoważniona…, Konwencja między Rzecząpospolitą Polską a Konfederacją Szwajcarską w sprawie…, Jeśli nazwa państwa powtarzana jest w tekście wielokrotnie, co skłania do użycia mimo wszystko formy skróconej, można ją wprowadzić do tekstu za pomocą określenia „dalej zwany (zwana, zwane)…”.
Formę krótką (nazwa skrócona) stosuje się, gdy mowa jest o państwie w znaczeniu geograficznym lub ekonomicznym: Pracownicy zamieszkali we Francji…, Przywóz z Grecji…
W wypadku kilkunastu państw długa i krótka forma są takie same: Demokratyczna Republika Konga, Republika Środkowoafrykańska, Zjednoczone Emiraty Arabskie, Bośnia i Hercegowina, Czarnogóra, Gruzja, Jamajka, Kanada, Malezja, Mongolia, Nowa Zelandia, Rumunia, Ukraina, Węgry.